# Periscepsia philippina
Periscepsia philippina är en tvåvingeart som först beskrevs av Townsend 1928.  Periscepsia philippina ingår i släktet Periscepsia och familjen parasitflugor. Inga underarter finns listade i Catalogue of Life.